# Esfalerita
|  | Aquest article tracta sobre el mineral. Vegeu-ne altres significats a «Blenda (skjaldmö)». |

L'esfalerita és un mineral de la classe dels sulfurs. Rep el seu nom del grec sphaleros, 'enganyós'. També es pot anomenar blenda, de l'alemany blenden, que pot voler dir 'lluent', però també 'fals'. Blenda és un nom tradicional, més antic. Pertany i dona nom al grup de l'esfalerita.

## Característiques
Es tracta de sulfur de zinc, amb fórmula ZnS, la mateixa que la de la wurtzita. La diferència entre ambdues és la manera en què el sulfur de zinc cristal·litza: l'esfalerita és ZnS cristal·litzat en el sistema cúbic, mentre que la wurtzita cristal·litza en el sistema hexagonal, amb cristalls piramidals o tabulars. Les seves propietats (densitat, duresa, color, etc.) són diferents a conseqüència d'aquesta cristal·lització diferent.

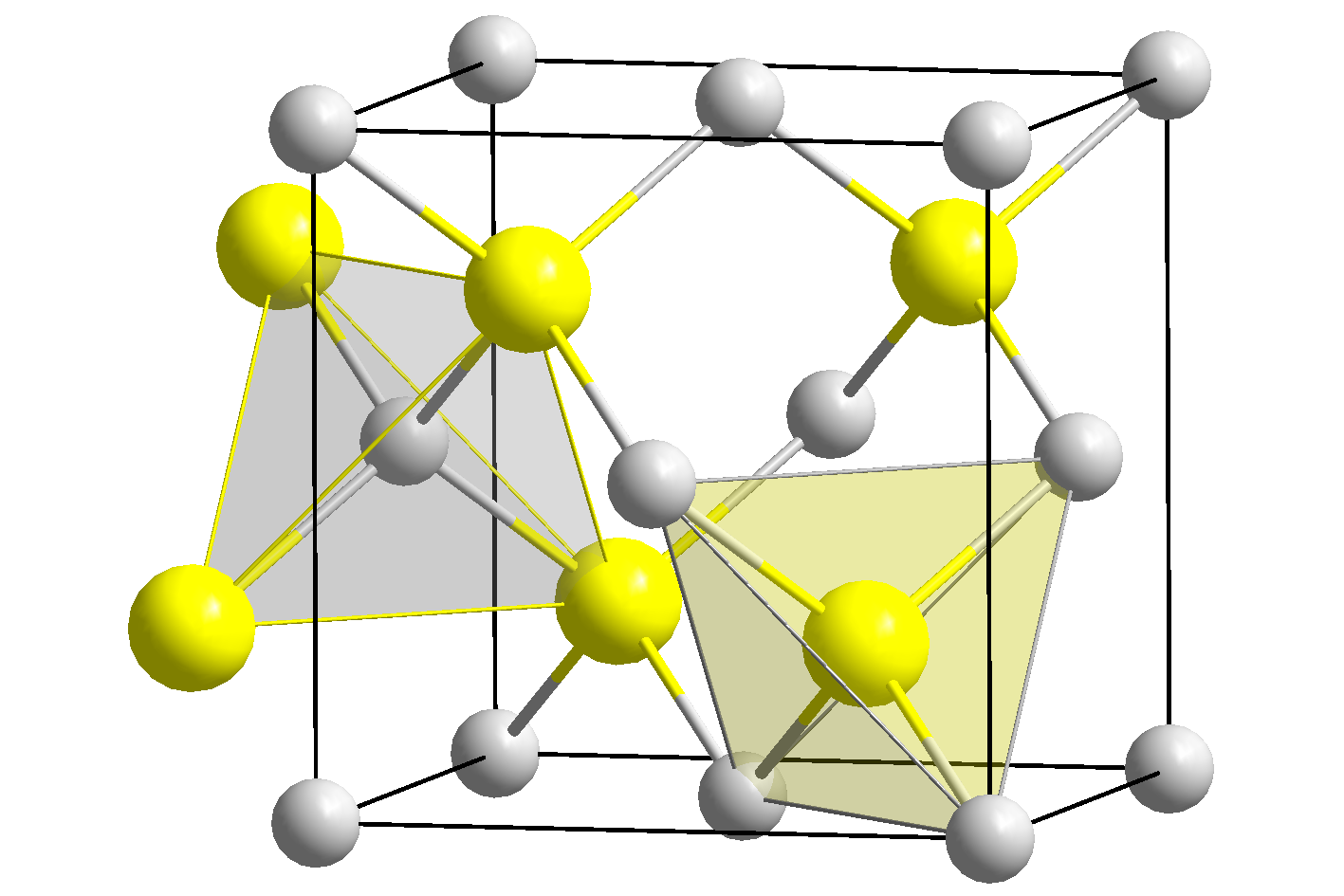
Esquema de l'estructura cristal·lina de l'esfalerita. Les boles grogues representen els àtoms de sofre i les de color blau grisós els àtoms de zinc

La seva estructura cristal·lina és anàloga a la del diamant. L'esfalerita, generalment, forma agregats d'un gran nombre de cristalls, sovint amb macles, deformacions i cares de morfologia complexa. Cristal·litza en el sistema cúbic o regular en cristalls en forma de tetràedre o rombododecàedre, sovint deformats i complexos. Les macles, freqüents segons la cara de l'octàedre, produeixen angles entrants i les cares d'exfoliació semblen estriades per macles polisintètiques. També podem trobar l'esfalerita en forma compacta, en agregats espàtics, granulars (fins o grossos) i rarament radials. Pot arribar a formar masses denses i fins i tot roques.
L'esfalerita té una duresa entre 3,5 i 4 en l'escala de Mohs, i una densitat 4,09; és de color groc tirant a marró, més o menys incolora segons el contingut en ferro, i té un esclat com el de la resina i el diamant. Una de les seves principals característiques és l'olor d'ous podrits (àcid sulfhídric), que es desprèn si es frega sobre una placa de ceràmica; aquest efecte el produeix l'elevada composició en sofre que conté el mineral.

### Utilitats
És la mena més important de zinc. Com a tal, es va començar a utilitzar al segle xix, quan es va desenvolupar la tecnologia metal·lúrgica. Es presenta sovint associada amb la galena. De vegades, pot contenir metalls poc abundants, que seria interessant de poder extreure i concentrar.

## Formació i jaciments
A la natura, no es troba pura al 100% sinó que sol tenir impureses de ferro. L'esfalerita pura seria transparent (com el diamant, per exemple), però a causa de les impureses el seu color varia del groguenc al marró fosc. Es troba en filons hidrotermals associada a calcita, dolomia i galena. Es pot trobar com a traça en totes les roques plutòniques sulfúriques (magmàtiques). També es troba en roques pegmatites i en sediments formats en ambient reductor, associada a pirita i barita.

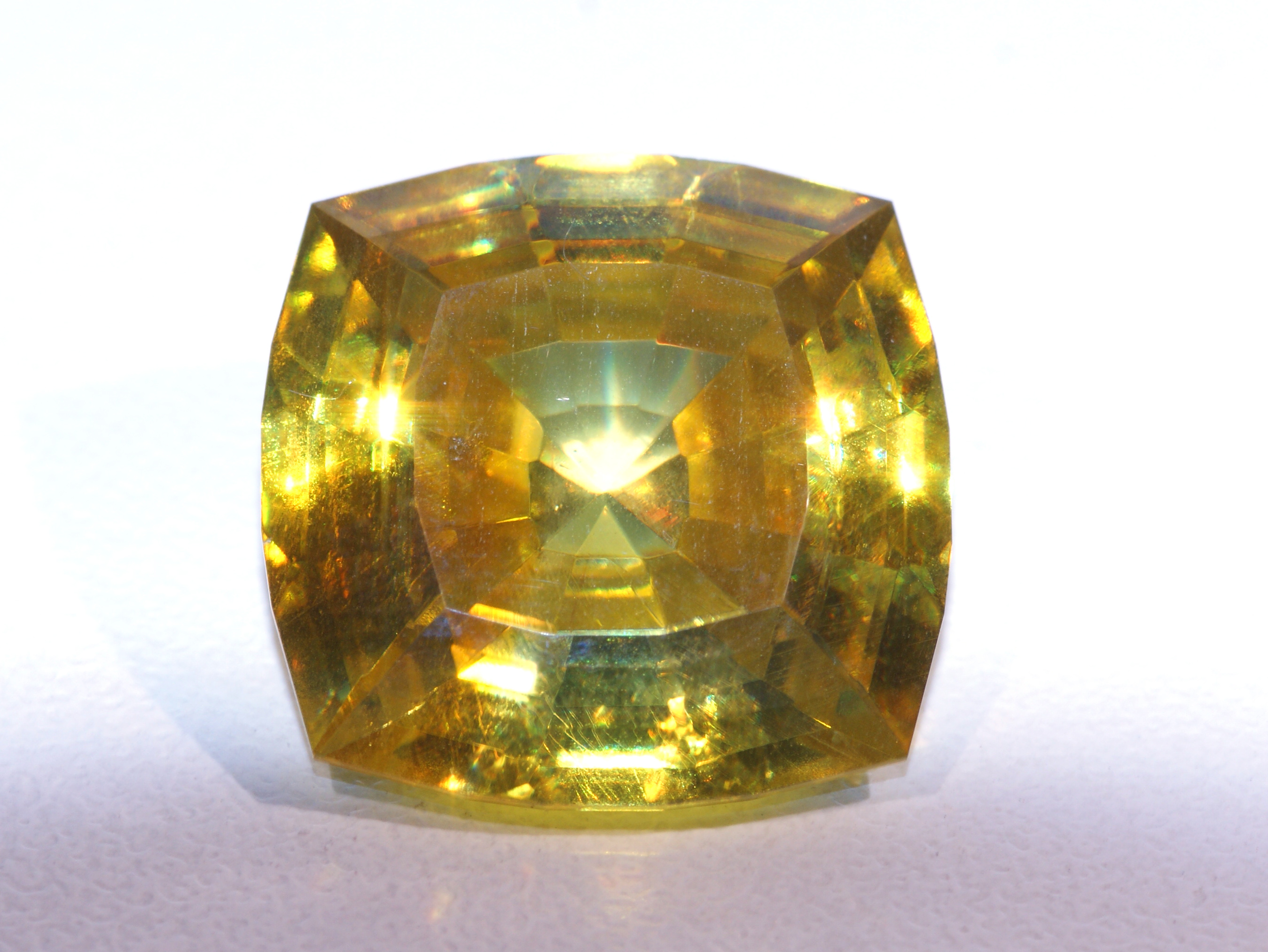
Esfalerita tallada, provinent dels Pics d'Europa

És un mineral força abundant. Hom en troba a Coeur d'Alene (Idaho), Bingham (Utah), Sullivan Mine (Colúmbia britànica), Broken Hill i Mount Isa (Austràlia). A l'estat espanyol, n'hi ha a Astúries, Navarra, País Basc, Andalusia (Linares), Múrcia i Extremadura. A Catalunya, se'n troba a: Arres, Bellmunt del Priorat, Cedraman, el Molar, Sant Cugat del Vallès, Vilaller, Vilafermosa del Riu, Sant Fost de Campsentelles i a les mines del Pla de Tor (Naut Aran). A l'illa d'en Colom, a Menorca, hi va haver una mina d'esfalerita fins a començament del segle xx.

## Varietats

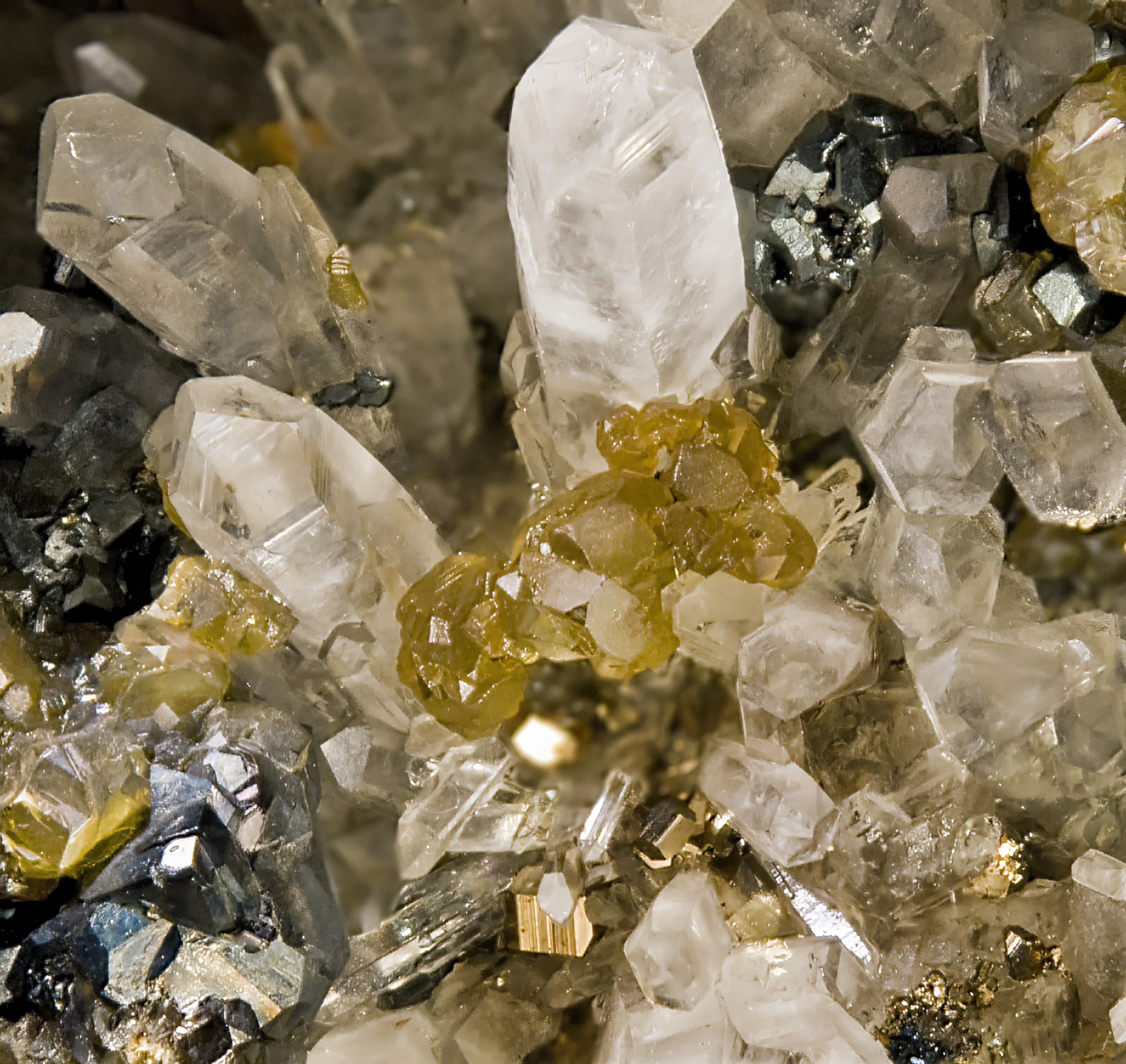
Cleofana (groc) sobre quars i tetraedrita

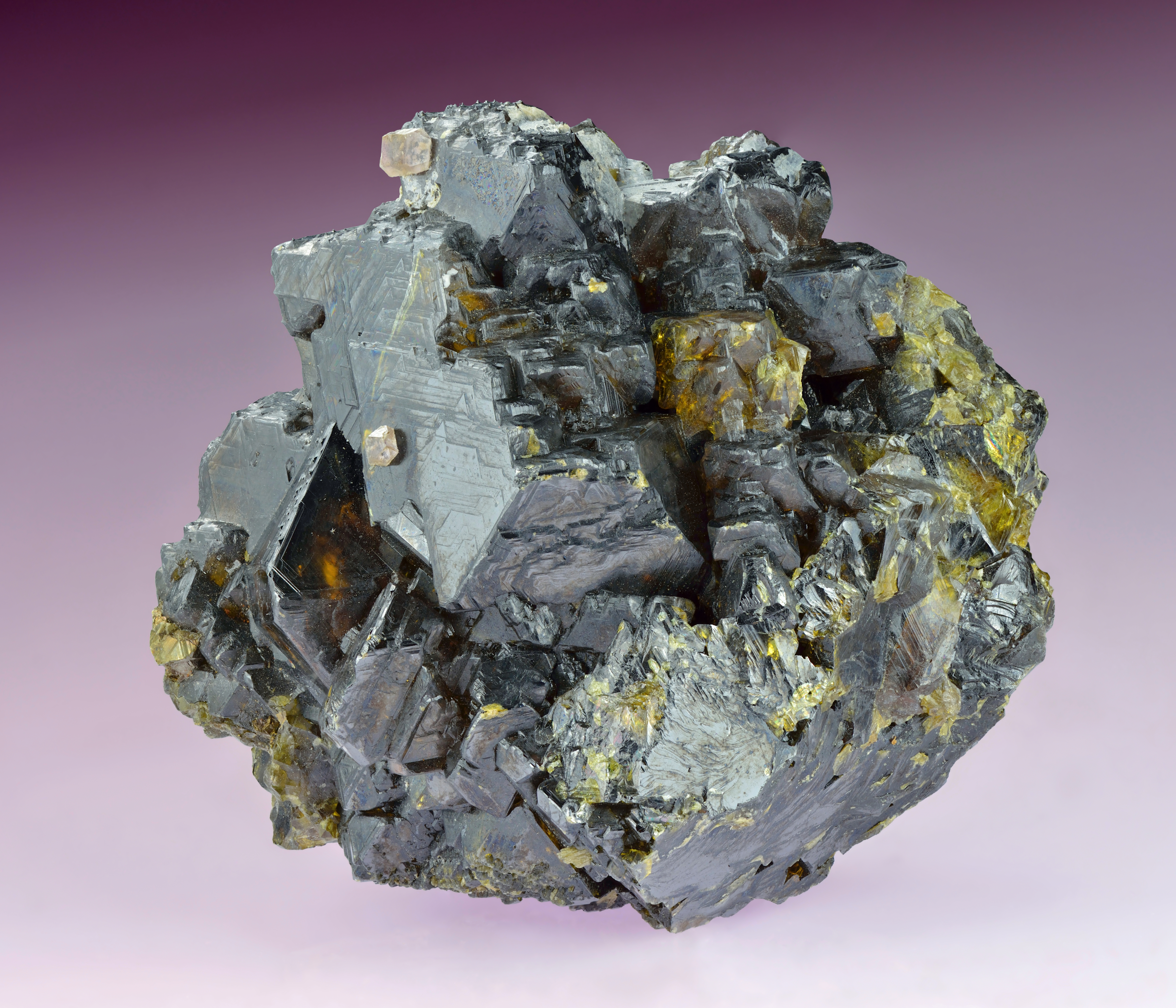
Esfalerita

Aquestes són les varietats d'esfalerita conegudes:
Blenda gemma
Una varietat translúcida de color vermell robí; la translucidesa augmenta com menor n'és el contingut en ferro.
Cleofana
La cleofana, del grec kleos, 'il·lustre', i phainein, 'semblar', és una varietat d'esfalerita amb un baix contingut de ferro i manganès. El seu color oscil·la entre el blanc, blanc groguenc, groc verdós i groc mel, i la seva ratlla és blanca. La seva densitat està entre 3,9 i 4,1.
Gumucionita
Varietat de color vermell gerdó, que conté un 0,64% d'arsènic.
Marmatita
Varietat que inclou fins a un 26% de ferro, i és de color negre opac i metàl·lic.
Przibramita
Amb fins a un 2,5% de Cd.

## Grup de l'esfalerita
El grup de l'esfalerita está format per nou espècies minerals del sistema isomètric que compleixen amb el patró de la fórmula AX, on A = Cd, Hg, Zn, Mn, Fe, Cu, i X = S, Se, Te. La isocubanita (CuFe₂S₃) i la sakuraiïta ((Cu,Zn,Fe)₃(In,Sn)S₄) són minerals estructuralment relacionats amb aquest grup.
| Espècie     | Fórmula           |
| ----------- | ----------------- |
| Browneïta   | MnS               |
| Coloradoïta | HgTe              |
| Hawleyita   | CdS               |
| Ishiharaïta | (Cu,Ga,Fe,In,Zn)S |
| Metacinabri | HgS               |

| Espècie        | Fórmula  |
| -------------- | -------- |
| Rudashevskyita | (Fe,Zn)S |
| Esfalerita     | ZnS      |
| Stil·leïta     | ZnSe     |
| Tiemannita     | HgSe     |